# Aleksandr Kriwonos
Aleksandr Kriwonos (ros. Александр Петрович Кривонос; ur. 8 stycznia 1949, zm. 13 marca 2021) – radziecki i rosyjski reżyser telewizyjny, scenarzysta, pedagog.
Ukończył Leningradzki Instytut Teatru, Muzyki i Kinematografii w specjalności reżyseria dramatu jako rteżyser telewizyjny. Pracował w telewizji leningradzkiej, następnie petersburskiej. Był jednym z twórców programu Piąte koło.
Od 1995 był reżyserem i scenarzystą studia Kwadrat-Film, specjalizując się w reżyserii filmów o rosyjskiej kulturze i sztuce we współpracy z Państwowym Muzeum Rosyjskim.
W latach 2002–2021 był wykładowcą w petersburskim państwowym instytucie kina i telewizji jako profesor katedry reżyserii telewizyjnej, w latach 2011-2016 kierował tą katedrą.
Był członkiem Związku Filmowców Federacji Rosyjskiej.

## Nagrody i odznaczenia
- medal "Obrońcy Wolnej Rosji" (18.03.1993);
- główna nagroda w kategorii najlepszy film dokumentalny na XIII Międzynarodowym Festiwalu International de programmes audiovisuels documentaires (FIPA) w Biarritz (Francja) (1999);
- Nagroda Państwowa Federacji Rosyjskiej w dziedzinie literatury i sztuki w 2003[1].

## Wybrane produkcje reżyserowane przez Aleksandra Kriwonosa
- 2009 W poszukiwaniach Tołstoja (В поисках Толстого), dokumentalny;
- 1999 Rosyjska awangarda albo romans z rewolucją (Русский авангард, или Роман с революцией), dokumentalny;
- 1993 Sołowki albo powrót na golgotę (Соловки, или Возвращение на Голгофу), dokumentalny;
- 1992 Nokturn w starym mieszkaniu (Ноктюрн в старой квартире), dokumentalny;
- 1988 Linia (Линия), spektakl filmowy[1].